# .na
.na為納米比亞國家及地區頂級域（ccTLD）的域名。該域於1991年5月8日啟用。該域名沒有任何註冊限制。該域名的管理机构是NA-NiC（纳米比亚网络信息中心）。

## 外部連結
- IANA .na whois information（页面存档备份，存于）
- .na official Registry
- .na domain registration website